# 法比安·里斯勒
法比安·里斯勒（德語：Fabian Rießle，1990年12月18日—），德国男子北欧两项运动员。他曾代表德国参加2014年和2018年冬季奥林匹克运动会北欧两项比赛，获得一枚金牌、二枚银牌和一枚铜牌。